# 吳從義 (嘉靖進士)
吳從義（1497年—？），字思忠，號湖東，福建福州府福清縣人，明朝政治人物。同進士出身。

## 生平
嘉靖十三年（1534年）甲午科福建鄉試第七十三名舉人，十四年（1535年）乙未科会试第二百五十五名，三甲七十四名進士。授行人司行人，十七年八月選授吏科給事中，十八年九月升兵科右，二十年五月升刑科左，二十一年十一月升刑科都。嘉靖二十三年（1544年）正月，由刑科都給事中陞江西布政使司左參政，调四川。为四川巡按御史鄢懋卿所弹劾，罢官归。

## 家族
曾祖吳穆；祖父吳公讓；父吳朝佐。母林氏。永感下。兄從周、弟從心、從嘉、從明。